# Christine Cavanaugh
Christine Josephine Cavanaugh (* 16. August 1963 in Layton, Utah, Vereinigte Staaten als Christine Josephine Sandberg; † 22. Dezember 2014 in Cedar City, Utah, Vereinigte Staaten) war eine US-amerikanische Schauspielerin und Synchronsprecherin. Mit ihrem unverwechselbaren Sprechstil lieh sie vielen Zeichentrickfiguren ihre Stimme.

## Leben
Christine Josephine Sandberg wurde am 16. August 1963 in Layton, Utah, als Tochter von Waldo Eugene Sandberg und Reta Mason geboren. Im Alter von 15 Jahren wurde sie von Kirt und Linda Johnson adoptiert, die sie nach dem Tod ihrer Mutter, Margaret Sandberg, für den Rest ihres Lebens als ihre Eltern betrachtete. Cavanaugh war Mitglied der Kirche Jesu Christi der Heiligen der Letzten Tage. Sie machte 1981 ihren Abschluss an der Layton High School.
Nach der High School besuchte sie die Utah State University und dann die University of Hawaii, wo sie ihren zukünftigen Ehemann kennenlernte. Nach dem College zog sie nach Kalifornien, um ihre Schauspielkarriere zu verfolgen. Christine heiratete 1985 Kevin James Cavanaugh. Sie ließen sich 1988 scheiden.
Im Jahr 1991 sprach Cavanaugh Kiki, die Adoptivtochter der Titelfigur in Disneys Darkwing Duck, sowie Chuckie Finster in Nickelodeons Rugrats und später im Jahr 1994 Oblina in Aaahh!!! Monster.
Cavanaugh war auch in The Critic als Stimme von Marty, Jay Shermans Sohn, zu hören. Zu ihren Synchronsprecherrollen zählen auch die Zeichentrickserien Sonic the Hedgehog, 101 Dalmatiner: Die Serie, Hercules: Die Zeichentrickserie, Powerpuff Girls, The Wild Thornberrys und Recess.
Am 22. Dezember 2014 verstarb Cavanaugh im Alter von 51 Jahren in ihrem Haus in Cedar City im US-Bundesstaat Utah. Sie wurde eingeäschert und ihre Asche im Großen Salzsee verstreut.

## Filmographie
- 1988: Dawid i Sandy (Synchronisation)
- 1988: The Adventures of Raggedy Ann & Andy (Synchronisation)
- 1989: Oh, Henry!
- 1989: Out on the Edge
- 1989–1993: ABC Weekend Specials (Synchronisation)
- 1990: Cheers
- 1990: The Heart and Lungs Play Ball (Synchronisation)
- 1991: Harry’s Nest
- 1991–1992: Darkwing Duck (Synchronisation)
- 1991–1992: Salute Your Shorts
- 1991–2002: Rugrats (Synchronisation)
- 1992: 4x Herman
- 1992: Raw Toonage (Synchronisation)
- 1992: Tottoi
- 1993: A Flintstone Family Christmas (Synchronisation)
- 1993: Bakersfield P. D.
- 1993: Bob
- 1993: Frasier
- 1993: Hallo Bobby (Synchronisation)
- 1993: Recycle Rex (Synchronisation)
- 1993: Sunday Funnies
- 1993: Überflieger
- 1993–1994: Sonic (Synchronisation)
- 1994: Beethoven (Synchronisation)
- 1994: Lifesavers – Die Lebensretter
- 1994: Wild Oats
- 1994–1995: The Critic (Synchronisation)
- 1994–1997: Aaahh!!! Monster (Synchronisation)
- 1995: Dexter’s Laboratory (Synchronisation)
- 1995: Down, Out & Dangerous
- 1995: Ein Schweinchen namens Babe (Synchronisation)
- 1995: Night Stand
- 1995–1997: Sing Me a Story with Belle (Synchronisation)
- 1995–1998: The What a Cartoon Show (Synchronisation)
- 1996: Aaron Gillespie Will Make You a Star
- 1996: Casper (Synchronisation)
- 1996: Gramps (Synchronisation)
- 1996: Jerry Maguire: Spiel des Lebens
- 1996: Little Surprises
- 1996: Nickelodeon 3D Movie Maker (Synchronisation)
- 1996: Rugrats: Tales from the Crib (Synchronisation)
- 1996: The Big Sister
- 1996: Familie Feuerstein – Weihnachten im Steintal (The Flintstones Christmas in Bedrock) (Synchronisation)
- 1996–2001: Dexters Labor
- 1997: Adventures from the Book of Virtues (Synchronisation)
- 1997: Akte X: Die unheimlichen Fälle des FBI
- 1997: Alle lieben Raymond
- 1997: Cave Kids
- 1997: Rugrats: Muttertag
- 1997: Delivery
- 1997: P.J. Funnybunny: A Very Cool Easter (Synchronisation)
- 1997: Soulmates
- 1997: Unbeatable Harold (Synchronisation)
- 1997–1998: 101 Dalmatiner (Synchronisation)
- 1998: Hercules (Synchronisation)
- 1998: Lucky, der reichste Hund der Welt
- 1998: Oh Yeah! Cartoons (Synchronisation)
- 1998: Rugrats – Der Film (Synchronisation)
- 1998: Rugrats Adventure Game (Synchronisation)
- 1998: Rugrats: Search for Reptar (Synchronisation)
- 1998: Storybook Friends – A Little Christmas Magic (Synchronisation)
- 1998: The Rugrats Movie
- 1998: The Rugrats Movie: Activity Challenge (Synchronisation)
- 1998: The Wacky Adventures of Ronald McDonald: Scared Silly (Synchronisation)
- 1998–2000: Disneys Große Pause (Synchronisation)
- 1999: Belle’s Tales of Friendship (Synchronisation)
- 1999: Brüder Flub (Synchronisation)
- 1999: Dexter’s Laboratory: Ego Trip (Synchronisation)
- 1999: Expedition der Stachelbeeren (Synchronisation)
- 1999: Fashionably L.A.
- 1999: Jumanji (Synchronisation)
- 1999: Powerpuff Girls (Synchronisation)
- 1999: Rugrats: Die Zeitreise
- 1999: Rugrats: Scavenger Hunt (Synchronisation)
- 1999: Rugrats: Studio Tour (Synchronisation)
- 1999: The Wacky Adventures of Ronald McDonald: The Legend of Grimace Island (Synchronisation)
- 1999: The Wacky Adventures of Ronald McDonald: The Visitors from Outer Space (Synchronisation)
- 2000: Emergency Room: Die Notaufnahme
- 2000: Rugrats in Paris: The Movie (Synchronisation)
- 2000: The Adventures of Jesus and His Brothers (Synchronisation)
- 2000–2001: Cartoon Cartoon Fridays (Synchronisation)
- 2001: Disneys Wochenend-Kids (Synchronisation)
- 2001: Lloyd im All (Synchronisation)
- 2001: Rugrats: Acorn Nuts & Diapey Butts (Synchronisation)
- 2001: Rugrats: Castle Capers
- 2001: Rugrats: Totally Angelica (Synchronisation)
- 2001: The Wacky Adventures of Ronald McDonald: Birthday World (Synchronisation)
- 2001: The Wacky Adventures of Ronald McDonald: Have Time, Will Travel (Synchronisation)
- 2002: A Dexter’s Laboratory Christmas (Synchronisation)
- 2003: The Wacky Adventures of Ronald McDonald: The Monster O’ McDonaldland Loch (Synchronisation)
- 2014: Dylan the Movie 2 (Synchronisation)